# Lipa v Dravski dolini
Lipa v Dravski dolini (nemško Lind im Drautal) je naselje v Občini Kleblach-Lind v Okraju Špital ob Dravi  na Koroškem v Avstriji.